# حدث ممهد

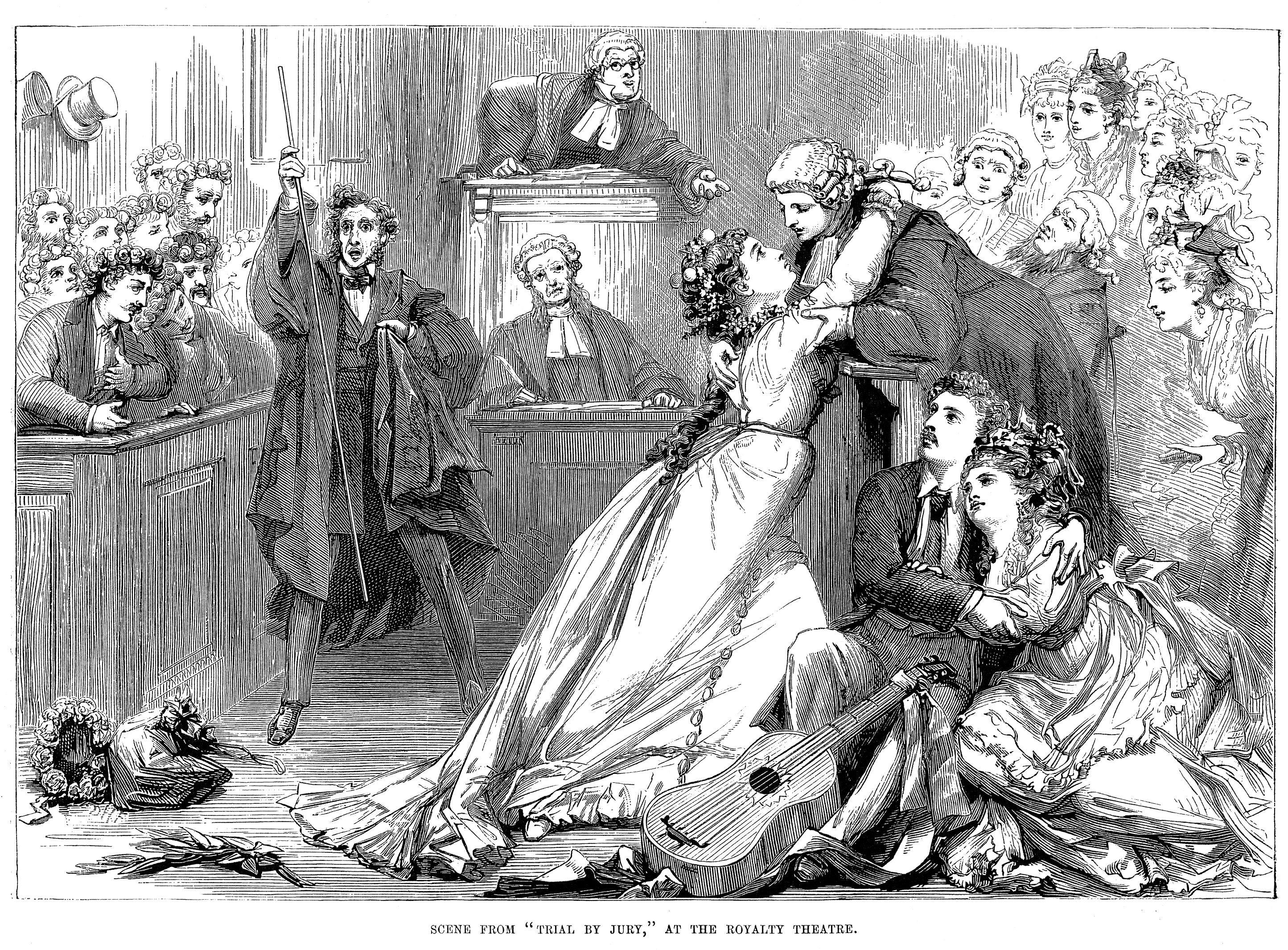
لوحة فنية تعتبر كمثال على مجموعة من الأحداث تقع في نفس الوقت ممكن أن تكون أحداث ممهدة لحدث رئيسي يقع بعدها

الحدث المُمَهِّد هو أداء قصير أو تمثيل مسرحي أو عرض أو ممثل أو مؤدٍ يفتح العرض للحدث الرئيس. المصطلح مشتق من فعل رفع ستارة المسرح.